# Ibn Abi Al-Awja
 (mai 2023).
Abd al-Karîm Ibn Abî-l-Awja (en arabe عبد الكريم بن أبي العوجاء) est un zindiq ou crypto-manichéen mort exécuté vers 772.
Il a vécu d'abord à Bassora, où il a fréquenté des penseurs mutaziltes et des poètes considérés hétérodoxes, avant d'en être expulsé et de vivre à Kufa,. Critique à l'égard de l'islam, il diffuse des idées manichéennes. Sa critique de l'islam se fonde sur la question de la justification du mal et de la justice divine. Les hérésiographes lui reprochent aussi d'avoir soutenu l'idée de l'éternité passée du monde et d'avoir défendu la théorie de la métempsycose. On lui a reproché enfin d'avoir forgé des hadiths, c'est-à-dire d'avoir inventé des propos attribués au prophète Mahomet,.
Il a été exécuté sur ordre du gouverneur de Koufa, Muhammad b. Sulayman, vers 772 (155 ou 156 AH),.